# Сарнув (Бендзинський повіт)
Сарнув (пол. Sarnów) — село в Польщі, у гміні Псари Бендзинського повіту Сілезького воєводства.
Населення — 1898 осіб (2011).
У 1975-1998 роках село належало до Катовицького воєводства.

## Демографія
Демографічна структура станом на 31 березня 2011 року:
|          | Загалом | Допрацездатний вік | Працездатний вік | Постпрацездатний вік |
| -------- | ------- | ------------------ | ---------------- | -------------------- |
| Чоловіки | 907     | 182                | 613              | 112                  |
| Жінки    | 991     | 178                | 568              | 245                  |
| Разом    | 1898    | 360                | 1181             | 357                  |